# Inkhundla Lobamba
L'Inkhundla Lobamba è uno dei quattordici tinkhundla del distretto di Hhohho, nell'eSwatini.

## Geografia antropica

### Suddivisioni amministrative
L'Inkhundla è suddiviso nei 5 seguenti imiphakatsi: Elangeni, Ezabeni, Ezulwini, Lobamba, Nkanini.